# Tammaritu
Tammaritu fue un rey de Elam que reinó durante dos períodos: 652-649a. C. y 647a. C..
Asurbanipal en Asiria y su hermano, Shamash-shum-ukin en Babilonia tenían que sufrir numerosos motines en las ciudades de Mesopotamia. A ellas se sumaron, más tarde, los reyes de Elam, a pesar de que Asurbanipal les había entregado el trono. Humban-Nikash II hizo un gran esfuerzo por apoyar a Babilonia, pero una rebelión le derribó en 652a. C. y entregó el poder a su sobrino, Tammaritu. Éste, a su vez, fue derrocado por el general Indabigash, pero Asurbanipal lanzó una gran ofensiva contra Babilonia y contra Elam, y restituyó a Tammaritu en el trono.